# Jorge Banguero
Jorge Banguero, né le 4 octobre 1974 à Cali (Colombie), est un footballeur colombien, qui évolue au poste de milieu défensif à l'América Cali. Au cours de sa carrière, il évolue au Deportivo Pasto, au Real Cartagena, au Deportes Tolima, au Millonarios et à Junior ainsi qu'en équipe de Colombie.
Banguero ne marque aucun but lors de ses neuf sélections avec l'équipe de Colombie depuis 2002. Il participe à la Copa América en 2007 avec la Colombie.

## Carrière
- 1999 : Deportivo Pasto
- 1999-2001 : Real Cartagena
- 2001 : Deportes Tolima
- 2002-2005 : América Cali
- 2006 : Millonarios
- 2007 : América Cali
- 2008 : Junior
- 2009- : América Cali  [1]

## Palmarès

### En équipe nationale
- 9 sélections et 0 but avec l'équipe de Colombie depuis 2002.
- Participe au premier tour de la Copa América 2007.

### Avec l'América Cali
- Vainqueur du Championnat de Colombie en 2002 (Tournoi d'ouverture).

### Avec Real Cartagena
- Vainqueur du Championnat de Colombie de D2 en 1999.